# Estruturalismo americano
O estruturalismo americano é uma vertente estadunidense do estruturalismo, também conhecido por post-Bloomfieldiana. 
Inspirou-se em Leonard Bloomfield para criar uma modalidade de linguística que punha em primeiro lugar o trabalho feito com a mão na massa nos dados reais, e frequentemente desqualificava a tradição europeia contemporânea, tratando-a de mera ‘teorização de gabinete’. 
A influência de Saussure fez com que o estruturalismo se tornasse a orientação dominante na linguística europeia. Nos Estados Unidos, ideias estruturalistas foram desenvolvidas de maneira relativamente independente por Edward Sapir e especialmente por Bloomfield. 
Nas décadas de 1940 e de 1950, estas ideias foram levadas ao extremo pelos sucessores de Sapir e Bloomfield, no desenvolvimento do estruturalismo americano, uma abordagem da descrição linguística que foi vigorosa, mas excessivamente dogmática, e atribuiu uma importância extrema à distribuição.